# Mama (chanson d'EXO)
Pour les articles homonymes, voir Mama.
Singles de EXO-K et EXO-M
History
(2012) Wolf
(2013)
Mama (coréen : 마마) est un single des boys bands sud-coréano-chinois EXO-K et EXO-M issu de leur premier EP du même nom, sorti en coréen et en mandarin le 9 mars 2012.

## Contexte et promotion
"Mama" a été écrite par Yoo Young-jin pour la version coréenne et produit par lui-même, pour la version mandarin c'est Wang Yajun qui se charge de l'écriture des paroles. La version coréenne a été interprétée par EXO-K tandis que pour la version mandarin ce sont les EXO-M qui assurent l'interprétation.
EXO-K et EXO-M ont présenté les deux versions du single lors de la présentation du groupe le 31 mars à Séoul, en Corée du Sud, suivie d'une autre présentation à Pékin, en Chine, le 1er avril.
Le 8 avril, EXO-K a fait ses débuts en Corée du Sud dans l'émission The Music Trend (SBS) en interprétant à la fois "Mama" et "History", tandis qu'EXO-M a fait ses débuts en Chine, au 12e Yinyue Fengyun Bang Awards. EXO-K est également apparu dans d'autres émissions musicales telles M Countdown le 12 avril, au Music Bank le 13 avril ou encore au Show! Music Core le 14 avril.

## Clip-vidéo

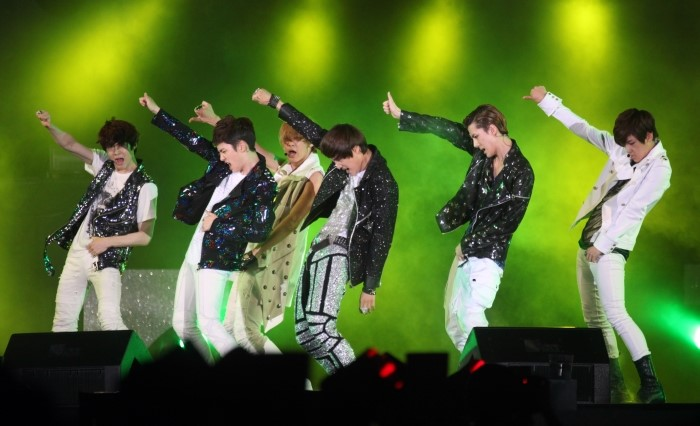
EXO interprétant "Mama" à Yeosu en juillet 2012.

Les clips-vidéos du single ont été mises en ligne sur YouTube le 8 avril 2012, la veille de la sortie de l'EP. Il a été enregistré dans deux versions différentes, présentant tous les membres d'EXO. 
Les deux vidéos commencent par la même animation et une voix anglaise illustrant la naissance de douze puissances légendaires qui se séparent en deux forces distinctes afin de « garder vivant le cœur de l'arbre de vie », qui est conquis par une force maléfique. Les deux légendes divisent l'arbre de vie en deux et transportent chaque pièce dans leurs propres terres. La narration déclare alors que les deux légendes « se réuniront en une racine parfaite»  le jour où la force perverse purifiera. Après l'introduction, les douze membres d'EXO apparaissent vêtus de robes alors qu'ils marchent vers le centre d'une pièce circulaire sombre. La chanson commence avec un chant grégorien, et les membres regardent une lumière brillante dans le ciel à l'unisson. Tout au long des vidéos, on peut y des plans rapprochés des membres exécutant leurs propres pouvoirs célestes avec des séquences intercutées de la chorégraphie, chorégraphiées par Lyle Beniga. Les vidéos se terminent avec chaque groupe finissant leur danse, et ils se concluent tous les deux avec le logo du groupe. La chanson utilise un riff dans Kashmir de Led Zeppelin en arrière-plan ainsi que la fin de November Rain de Guns N' Roses.

## Interprétation en tournée
La chanson a été interprétée lors de leur première tournée : « THE LOST PLANET », de la tournée « EXO'luXion », ainsi que lors de l'«EXO'rDIUM » sous une version remixée.

## Accueil
Le clip de Mama version EXO-M a obtenu la première place en Chine sur les sites de streaming et la version EXO-K a atteint le septième rang mondial sur le graphique de YouTube.